# Équipe cycliste Bahrain Victorious Development
L'équipe cycliste Bahrain Victorious Development est une équipe cycliste bahreïnie, d'origine italienne, ayant le statut d'équipe continentale depuis 2019.

## Histoire de l'équipe
L'équipe est créée en 2003 avec un statut amateur, sous le nom de Team Friuli-Sanvitese. 
L'équipe est composée principalement de coureurs de moins de 23 ans qui participent à des courses de l'UCI Europe Tour et du calendrier national. Depuis 2019, l'équipe est titulaire d'une licence d'équipe continentale UCI. En 2023, l'équipe est intégrée dans les structures de l'UCI WorldTeam Bahrain Victorious en tant qu'équipe de développement officielle. En 2024, elle est renommée CTF Victorious, puis Bahrain Victorious Development en 2025.

## Principales victoires

### Courses d'un jour
- La Popolarissima : 2019 (Nicola Venchiarutti), 2024 (Daniel Skerl)
- Trophée Edil C : 2019 (Giovanni Aleotti)
- GP Vipava Valley & Crossborder Goriška : 2022 (Fran Miholjević)
- Grand Prix de Poggiana : 2022 (Nicolò Buratti)
- Gran Premio Capodarco : 2022 (Nicolò Buratti)
- GP Gorenjska : 2023 (Davide De Cassan)
- Grand Prix Kranj : 2024 (Roman Ermakov)
- Ruota d'Oro : 2024 (Roman Ermakov)
- GP Adria Mobil : 2024 (Žak Eržen)

### Courses par étapes
- Carpathian Couriers Race : 2022 (Fran Miholjević)

### Championnats nationaux
- Championnats de Bahreïn sur route : 2
  - Course en ligne : 2024 (Ahmed Naser)
  - Contre-la-montre : 2024 (Ahmed Naser)
- Championnats de Croatie sur route : 1
  - Contre-la-montre : 2022 (Fran Miholjević)
- Championnats d'Italie sur route : 1
  - Contre-la-montre espoirs : 2023 (Bryan Olivo)

## Classements UCI
L'équipe participe aux épreuves des circuits continentaux et en particulier de l'UCI Europe Tour. Les tableaux ci-dessous présentent les classements de l'équipe sur les différents circuits, ainsi que son meilleur coureur au classement individuel.
UCI Asia Tour
| UCI Asia Tour | UCI Asia Tour          | UCI Asia Tour                             | UCI Asia Tour |
| Année         | Classement par équipes | Meilleur coureur au classement individuel |               |
| ------------- | ---------------------- | ----------------------------------------- | ------------- |
| 2022          | -                      | Sergio Tu (250e)                          |               |
| 2024          | -                      | Ahmed Naser (42e)                         |               |
|               |                        |                                           |               |
| Source : UCI  |                        |                                           |               |

UCI Europe Tour
| UCI Europe Tour | UCI Europe Tour        | UCI Europe Tour                           | UCI Europe Tour |
| Année           | Classement par équipes | Meilleur coureur au classement individuel |                 |
| --------------- | ---------------------- | ----------------------------------------- | --------------- |
| 2019            | 52e                    | Giovanni Aleotti (221e)                   |                 |
| 2020            | 62e                    | Giovanni Aleotti (405e)                   |                 |
| 2021            | 73e                    | Fran Miholjević (424e)                    |                 |
| 2022            | 31e                    | Fran Miholjević (284e)                    |                 |
| 2023            | 53e                    | Davide De Cassan (448e)                   |                 |
| 2024            | 35e                    | Daniel Skerl (530e)                       |                 |
|                 |                        |                                           |                 |
| Source : UCI    |                        |                                           |                 |

L'équipe est également classée au Classement mondial UCI qui prend en compte toutes les épreuves UCI et concerne toutes les équipes UCI.
| Classement mondial | Classement mondial     | Classement mondial                        | Classement mondial |
| Année              | Classement par équipes | Meilleur coureur au classement individuel |                    |
| ------------------ | ---------------------- | ----------------------------------------- | ------------------ |
| 2019               | 90e                    | Giovanni Aleotti (273e)                   |                    |
| 2020               | 97e                    | Giovanni Aleotti (494e)                   |                    |
| 2021               | 114e                   | Fran Miholjević (527e)                    |                    |
| 2022               | 57e                    | Fran Miholjević (354e)                    |                    |
| 2023               | 95e                    | Davide De Cassan (606e)                   |                    |
| 2024               | 69e                    | Daniel Skerl (708e)                       |                    |
|                    |                        |                                           |                    |
| Source : UCI       |                        |                                           |                    |

## Bahrain Victorious Development en 2025
Effectif
| Effectif 2025            | Effectif 2025     | Effectif 2025 | Effectif 2025                  |
| Cycliste                 | Date de naissance | Pays          | Équipe précédente              |
| ------------------------ | ----------------- | ------------- | ------------------------------ |
| Elia Andreaus            | 14 avril 2006     | Italie        |                                |
| Marco Andreaus           | 25 septembre 2003 | Italie        |                                |
| Santiago Basso           | 26 mai 2006       | Italie        |                                |
| Alessandro Borgo         | 6 février 2005    | Italie        |                                |
| Kasper Borremans         | 21 août 2006      | Finlande      | Cannibal B Victorious (2024)   |
| Thomas Capra             | 3 février 2005    | Italie        |                                |
| Leonardo Consolidani     | 6 mai 2006        | Italie        |                                |
| Seth Dunwoody            | 26 mai 2006       | Irlande       | Cannibal B Victorious (2024)   |
| Nolan Huysmans           | 7 janvier 2006    | Belgique      |                                |
| Ahmed Madan              | 25 août 2000      | Bahreïn       | Bahrain Victorious (2024)      |
| Lorenzo Mottes           | 15 septembre 2005 | Italie        |                                |
| Ahmed Naser              | 4 novembre 2000   | Bahreïn       | Bahrain Cycling Academy (2023) |
| Bryan Olivo              | 4 janvier 2003    | Italie        |                                |
| Jakob Omrzel             | 21 mars 2006      | Slovénie      |                                |
| Yoshiki Terada           | 23 janvier 2002   | Japon         | Shimano Racing Team (2024)     |
|                          |                   |               |                                |
| Source : ProCyclingStats |                   |               |                                |

Victoires
| Victoires | Victoires | Victoires | Victoires | Victoires | Victoires |
| Date      | Course    | Pays      | Classe    | Vainqueur |           |
| --------- | --------- | --------- | --------- | --------- | --------- |